# Thüringer Schwimmverband
Der Thüringer Schwimmverband (kurz TSV) hat etwa 5700 Mitglieder in 49 Vereinen. Der TSV ist ordentliches Mitglied des Deutschen Schwimmverbandes (DSV) und außerordentliches Mitglied des Landessportbundes Thüringen e. V. (LSB). Der TSV hat seinen Sitz in Erfurt.

## Geschichte
Der Thüringer Schwimmverband e. V. (TSV) wurde als Amateursportverband am 14. Juli 1990 in Erfurt neu gegründet. Er ist der Zusammenschluss von Vereinen, in denen Schwimmsport betrieben wird und die dem Landessportbund Thüringen angehören.
Der TSV gehört in der Fachsparte Schwimmen zur Landesgruppenvereinigung Süddeutscher Schwimm-Verband, in Fachsparte Wasserball zur Landesgruppe Ost des Deutschen Schwimm-Verbandes. Er untersteht auf nationaler Ebene dem Deutschen Schwimm-Verband, auf europäischer Ebene der Ligue Européenne de Natation (LEN) und auf globaler Ebene der Fédération Internationale de Natation (FINA).

## Vereine

### Schwimmen
- Schwimm- und Sportverein Bad Salzungen e. V.
- SV Lok Altenburg e. V. / Abt. Schwimmen
- SV Roter Stern Altenburg/Sekt. Schwimmen
- Schwimmverein Apolda 1990 e. V.
- Allgemeiner Schwimm- und Triathlonverein Apolda e. V.
- Schwimmverein Arnstadt 02 e. V.
- SV Concordia Beuren „Flying Dolphins“
- Eisenacher Schwimm- & Sportverein e. V.
- SV Wartburgstadt Eisenach e. V.
- ESV Lok Erfurt e. V. / Abt. Schwimmen
- Club maritim Erfurt e. V. / Abt. Schwimmen
- DLRG Weimar e. V. / Abt. Schwimmen
- DLRG, Stadtverband Erfurt
- USV Erfurt e. V. / Abt. Schwimmen
- SC Medizin e. V., Abteilung Schwimmen
- Erfurter Schwimmsportclub e. V. (Erfurter SSC e. V.)
- SSV Erfurt Nord e. V. / Abt. Schwimmen
- BSG Fiskus Erfurt e. V.
- Schwimmverein Gera e. V.
- TSV 1880 Gera-Zwötzen e. V. / Abt. Schwimmen
- SV Hermes Gera e. V. / Abt. Schwimmen
- VfL 1990 Gera e. V. / Abt. Schwimmen
- Schwimmverein 1906 Gotha e. V.
- 1. SK Greiz von 1924 e. V.
- Schwimmverein Heiligenstadt 1921 e. V.
- SV Schott Jena e. V. / Sektion Schwimmen
- WSG Jena-Lobeda e. V. / Abt. Schwimmen
- Uni-Sportverein Jena e. V. / Abt. Schwimmen
- Schwimmverein „Wasserfreunde Meiningen“ e. V.
- 1. Schwimm- und Gesundheitssportverein Mühlhausen
- Schwimmverein Nordhausen 90 e. V.
- TSV 1858 Pößneck e. V. / Abt. Schwimmen
- Saalfelder Schwimmverein e. V.
- SV 1883 Schwarza e. V. / Abt. Schwimmen
- SV Sömmerda e. V.
- SV „Glückauf“ Sondershausen / Abt. Schwimmen
- MSV „Rot-Weiß“ Sondershausen e. V. / Abt. Schwimmen
- HSV Weimar e. V. / Abt. Schwimmen
- SV Einheit 1875 Worbis e. V. / Abt. Schwimmen
- TSV 1862 Zella-Mehlis e. V. / Abt. Schwimmen
- TSV Zeulenroda / Sek.. Schwimmen
- Tabarzer SV 1887 / Abt. Schwimmen
- Sportclub Leinefelde 1912
- Schwimmverein Seeteufel e.V Schmölln
- Altersschwimmsportverein Altenburg / Thüringen
- Polizeisportverband Erfurt e. V.

### Wasserball
- Eisenacher Schwimm- & Sportverein e. V.
- Erfurter Schwimmsportclub e. V. (Erfurter SSC e. V.)
- MTV 1861 Greußen e. V. / Abt. Wasserball
- Schwimmverein Arnstadt 02 e. V.
- Schwimmverein 1906 Gotha e. V.
- SV Sömmerda e. V. / Abt. Wasserball
- VfL 1990 Gera e. V. / Abt. Wasserball

### Wasserspringen
- TSV 1880 Gera-Zwötzen e. V. / Abt. Wasserspringen

## Leistungszentren
Die Leistungszentren des TSV sind:
- Landesleistungszentrum (LLZ) Erfurt
- Regionalleistungszentrum (RLZ) Ost: SV Gera und Mitte: Erfurter SSC.
- Talentleistungszentren (TLZ) sind 1. SK Greiz, DLRG Weimar und SV 1906 Gotha.
- Talentennest (TN) sind Eisenacher SSV, SVW Meiningen, Saalfelder SV, SV Nordhausen und SV Arnstadt.[3]

## Titel
- 1992: 200 m, Lagen, Christian Gessner, TSV Erfurt
- 1992: 400 m, Lagen, Jana Haas, TSV Erfurt

## TSV als Veranstalter
Der TSV tritt als Veranstalter bei folgenden Wettbewerben auf:
- Langstreckenschwimmen (Erfurt-Stotternheim)
- Thüringer Meisterschaften, Junioren-, Kinder- und Jahrgangsmeisterschaften (Erfurt)
- Thüringen-Cup Freiwasserwettbewerb
- Aqua-Run
- Offener Thüringer Mehrkampfpokal (Gera)
- Thüringer Kurzbahn-Meisterschaften, -Junioren-, -Kinder- und -Jahrgangsmeisterschaften (Arnstadt)
- Offene Drei-Länder-Masters-Meisterschaften im Schwimmen der Landesschwimmverbände Sachsen-Anhalt, Sachsen und Thüringen (Gera)

## TSV als Ausrichter
Der TSV ist Ausrichter der
- Deutschen Meisterschaften im Freiwasserschwimmen